# 墨西哥坦鱥
墨西哥坦鱥（學名：Tampichthys erimyzonops）為輻鰭魚綱鯉形目雅羅魚科的其中一種，分布於北美洲墨西哥Tamesi河流域，生活習性不明。